# 오타 겐고 (축구 선수)
오타 겐고(일본어: 太田 賢吾, 1995년 11월 16일~)는 일본의 축구 선수이다.

## 구단 경력
그는 2018년 J3리그의 그루자 모리오카(이와테 그루자 모리오카)에 입단했다. 2019년까지 28경기에 출전하여, 1득점을 넣었다. 2020년부터 2021년까지 일본 풋볼 리그의 베어틴 미에와 FC 오사카에서 뛰었다.